# Florian Miładowski
Florian Stanisław Miładowski (ur. 4 maja 1819 w Mińsku, zm. 8 lipca 1889 w Bordeaux) – polski kompozytor, pianista, dyrygent i pedagog muzyczny.

## Życiorys
Pochodził z rodziny ziemiańskiej i początkowo uczył się muzyki u swojego ojca, Fabiana Miładowskiego, później jego nauczycielem w Wilnie był F. Thiebe. W młodości przyjaźnił się ze Stanisławem Moniuszką, którego był rówieśnikiem i razem z którym uczęszczał na lekcje kompozycji u Dominika Stefanowicza. W latach 1836–1841 w Czerwonym Dworze koło Kowna u hrabiego Benedykta Tyszkiewicza prowadził orkiestrę i był nauczycielem gry na fortepianie. W 1841 wyjechał do Berlina, a w następnym roku do Wiednia, gdzie studiował fortepian u Josepha Fischhofa, kompozycję u A. Hölzla i śpiew u J.Hausera. Po studiach wiedeńskich wyjechał do Francji.
Po powrocie z zagranicznych podróży, przybył do Czerwonego Dworu, a następnie osiadł w 1851 w Wilnie, gdzie uczył muzyki. Wtedy też przez pewien czas uczył się też u Stanisława Moniuszki, który wspierał muzyczne aspiracje Miładowskiego. W 1854 roku założył wraz z Moniuszką Towarzystwo św. Cecylii, którego celem było uprawianie muzyki kościelnej. Przez pewien czas działał w swojej posiadłości w miejscowości Macki, niedaleko Mińska, ale w 1862 wyjechał znów do Francji, gdzie pracował w Strasburgu, Metzu, Nancy i Bordeaux. Zamierzał wrócić do kraju, ale z powodu pogarszającego się stanu wzroku, a także powstania styczniowego, które wybuchło w Polsce, pozostał we Francji. Do 1871 był profesorem gry na fortepianie w Colegium St. Clément w Metzu. W lipcu 1871 przeprowadził się do Nancy, a następnie do Bordeaux, gdzie zmarł.

## Twórczość
Florian Miładowski skomponował szereg utworów orkiestrowych, trochę muzyki kameralnej (kwartet smyczkowy i trzy tria fortepianowe),pieśni oraz utworów na fortepian (trzy sonaty, miniatury liryczne i tańce). Pisał też utwory sceniczne (sukces odniosła jego komedioopera Konkurenci do libretta M. Łapickiego i Władysława Syrokomli (prapremiera odbyła się 12 lutego 1861 w Mińsku]) oraz dzieła religijne. W latach 1857–1860 publikował także recenzje i artykuły w „Ruchu Muzycznym”. Jego późna działalność we Francji jest słabo udokumentowana. Wiadomo, że dyktował swoje utwory (w 1870 utracił wzrok) i swoje rękopisy przekazał córce, Janinie Małeckiej, los ich jednak nie jest znany. Kilka druków utworów Miładowskiego znajduje się w posiadaniu Biblioteki Narodowej w Warszawie.